# Склянка

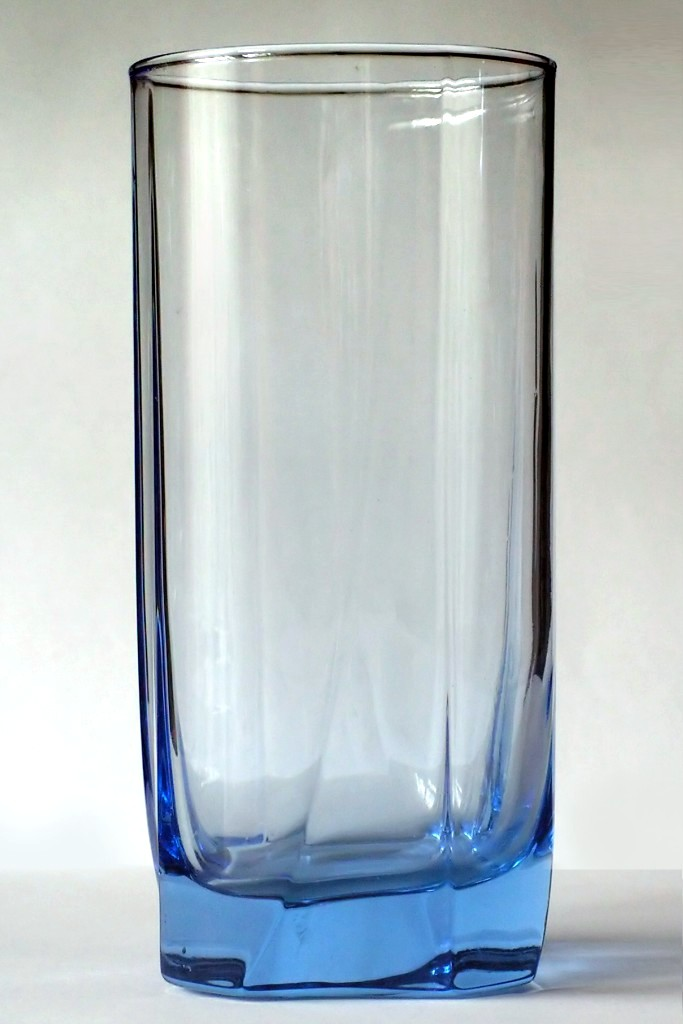
Склянка

Скля́нка — скляна посудина, близька за формою до циліндра або зрізаного конуса, зазвичай без ручки, скляний стакан. Застосовується для вживання як холодних, так і гарячих напоїв, останні часто подаються з підсклянником.
Форма склянки зазвичай циліндрична, однак зустрічаються склянки складнішої форми. Співвідношення висоти склянки з діаметром основи приблизно 2:1, а розміром вона близька до людської долоні. Об'єм склянки зазвичай 200—250 см³.

## Види склянок
- Тумблер (англ. tumbler) — запозичена з англійської мови загальна назва склянок для коктейлів. Назва цієї посудини походить від дієслова to tumble («гойдатися», «хитатися») — первісно так називали склянки з випуклим дном, які не можна було поставити на поверхню[2].
- Колінз — склянка циліндричної форми з прямими стінками, використовується для лонгдрінків.
- Хайбол — висока склянка, яка використовується для «простих» сумішей на основі високоградусних напоїв і содової, а також вид алкогольних коктейлів
- Олд фешен — склянка для однойменного коктейлю
- Стопка — невеличка склянка ємністю не більше 100 мл, зазвичай з прямими стінками, часто гранованими. Призначена для міцних напоїв.
- Гранчак — склянка з гранованими стінками
- Лабораторна склянка

## Склянка і стакан
Зараз спостерігають пуристичні тенденції вживання терміна склянка замість «стакан» — оскільки останній є за походженням росіянізмом. Але тоді виникають складнощі з найменуванням стаканів з інших матеріалів, а також у випадках, коли слово «стакан» є складовою технічних термінів.
У багатьох мовах щодо посуду для пиття використовуються слова «скло», «склянка» (англ. glass, нім. Glas, фр. verre, пол. szklanka), але слід мати на увазі, що всі ці терміни стосуються насамперед скляного посуду. Щодо посудин з інших матеріалів, технічних деталей вживаються інші слова (англ. cup, beaker, box, bucket, фр. gobelet). Наприклад, «пластикова склянка» в англійській мові звучить як plastic cup, «складана склянка» — collapsible cup. У той же час словом glass можуть називати і скляний келих (wine glass), і олд фешен (Old Fashioned glass), і стопку (shot glass). В українській мові назва традиційного скляного стакана також пов'язана з матеріалом виготовлення і, як правило, «склянками» частіше називають тільки скляні стакани. Значення слова склянка як «скляна посудина» засвідчене і в російській мові, у білоруській мові скляний стакан теж йменується словом шклянка.